# Morava (Moravie)
Pour les articles homonymes, voir Morava (Serbie).
La Morava (en tchèque : [ˈmorava]  ; en allemand : March [maʁç]) est une rivière d'Europe centrale, dans le bassin du moyen Danube, affluent de la rive gauche du Danube. Elle arrose la Tchéquie, la Slovaquie et l'Autriche. C'est le principal cours d'eau de Moravie, à laquelle il a donné son nom.

## Géographie
La Morava naît dans les monts Śnieżnik, un massif situé dans la partie orientale des Sudètes, dans l'extrême Nord-Est de la Bohême à proximité de la frontière avec la Pologne. Elle prend sa source au mont Králický Sněžník, à 1194 m d'altitude, près du tripoint hydrographique entre la mer Baltique, la mer du Nord et la mer Noire. Après avoir parcouru 13 kilomètres, elle arrive dans la Moravie à Dolní Morava.
Olomouc est la principale ville du parcours. Les autres villes notables sont Kroměříž, Uherské Hradiště, Hodonin, Dürnkrut, Angern an der March et Marchegg. Le cours inférieur de la Morava forme la Frontière entre la Tchéquie et la Slovaquie puis la frontière entre l'Autriche et la Slovaquie. De 1867 à 1919, la Morava et la Leitha constituaient la frontière entre l'Autriche (la Cisleithanie) et le royaume de Hongrie (la Transleithanie).
La large vallée de la Morava porte le nom de Haute vallée morave (Hornomoravský úval) puis de Basse vallée morave (Dolnomoravský úval) en Moravie, de Plaine morave (Marchfeld) en Basse-Autriche, et de Plaine de Záhorie (Záhorská nížina) en Slovaquie.
La Morava se jette dans le Danube à Devín, près de Bratislava, devant Hainburg sur la rive droite.

## Affluents
Les principaux affluents sont la Bečva, qui la rejoint près de Přerov, la Dyje (Thaya en allemand) qui longe la frontière entre la Moravie et la Basse-Autriche, et enfin la Myjava qui la rejoint à Kúty.

## Nom
Le nom est d'origine très ancienne et est attribué au terme indo-européen *mori « eaux ».
Le nom de Morava est à l'origine de la Grande-Moravie, puissant État slave du Moyen Âge qui regroupait l'est de l’Allemagne, la Pologne, la Tchéquie, la Slovaquie et le nord de la Serbie. Lorsque les Serbes blancs quittèrent la Grande Moravie pour s'installer dans les Balkans, plus au sud, ils nommèrent Morava un des affluents du Danube de cette région de la Serbie actuelle.[réf. nécessaire]

## Galerie

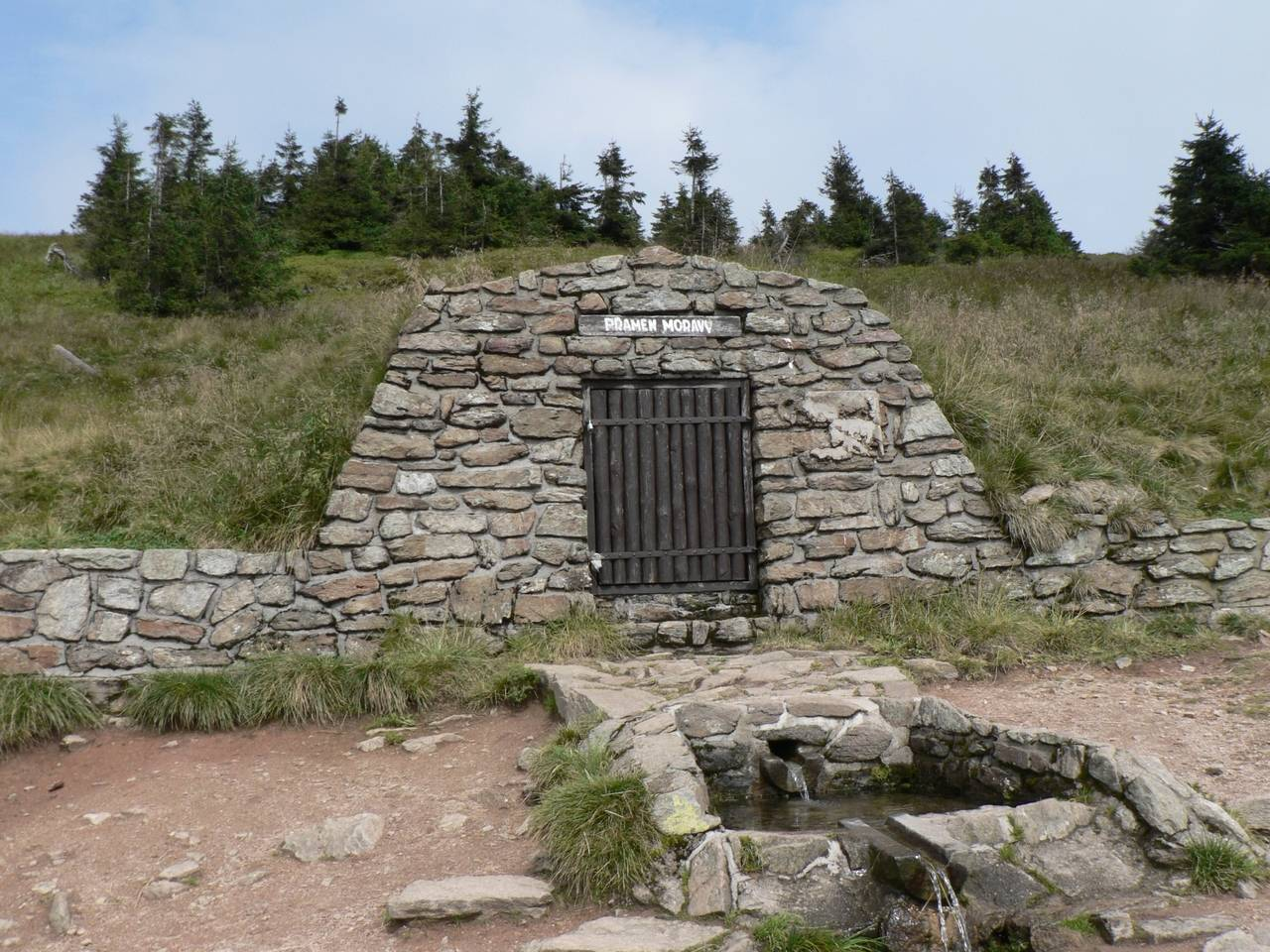
La source de la Morava.
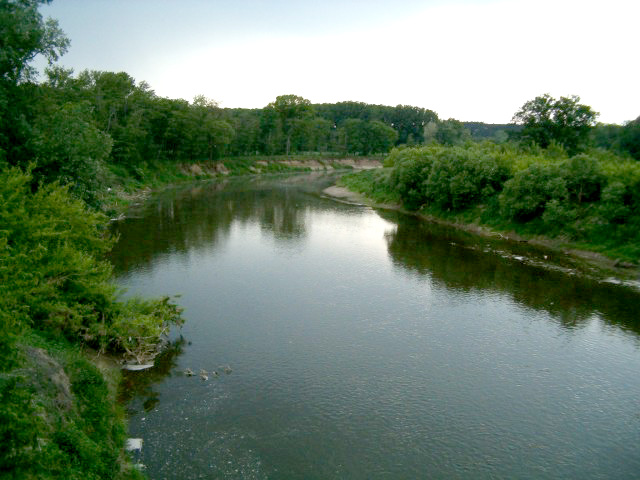
La Morava.
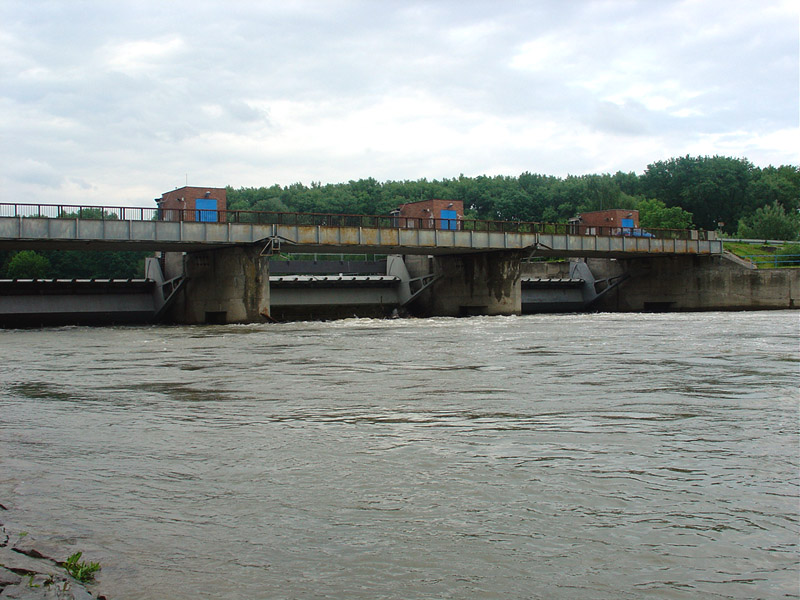
Barrage sur la Morava.
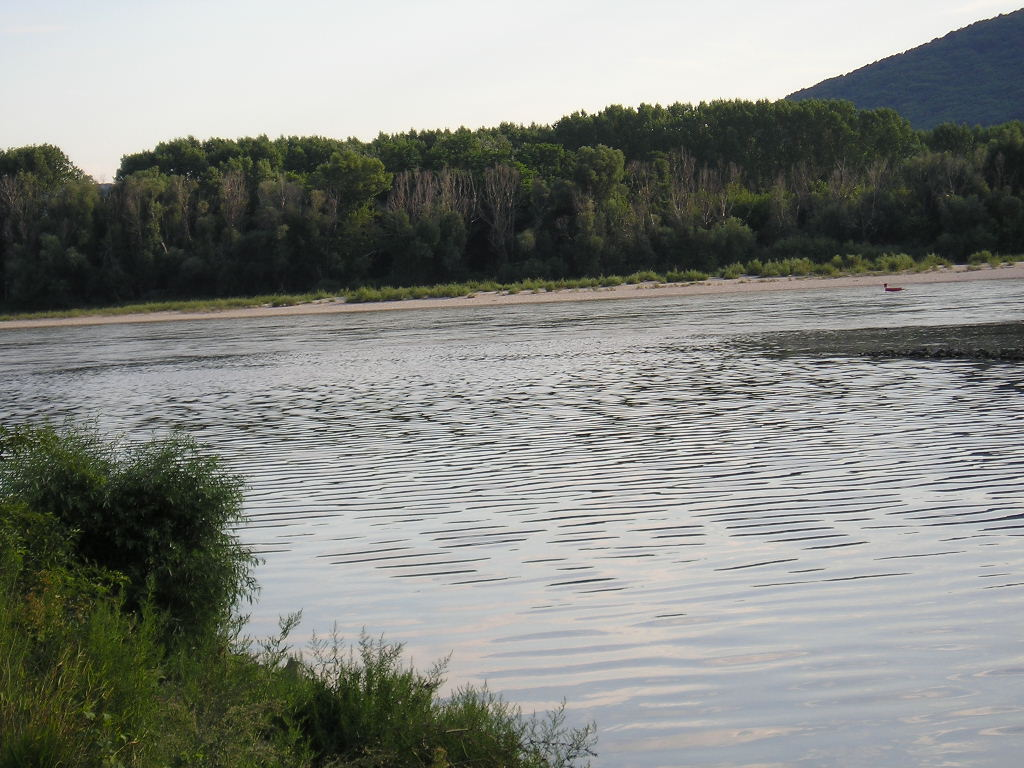
Le confluent de la Morava & du Danube.
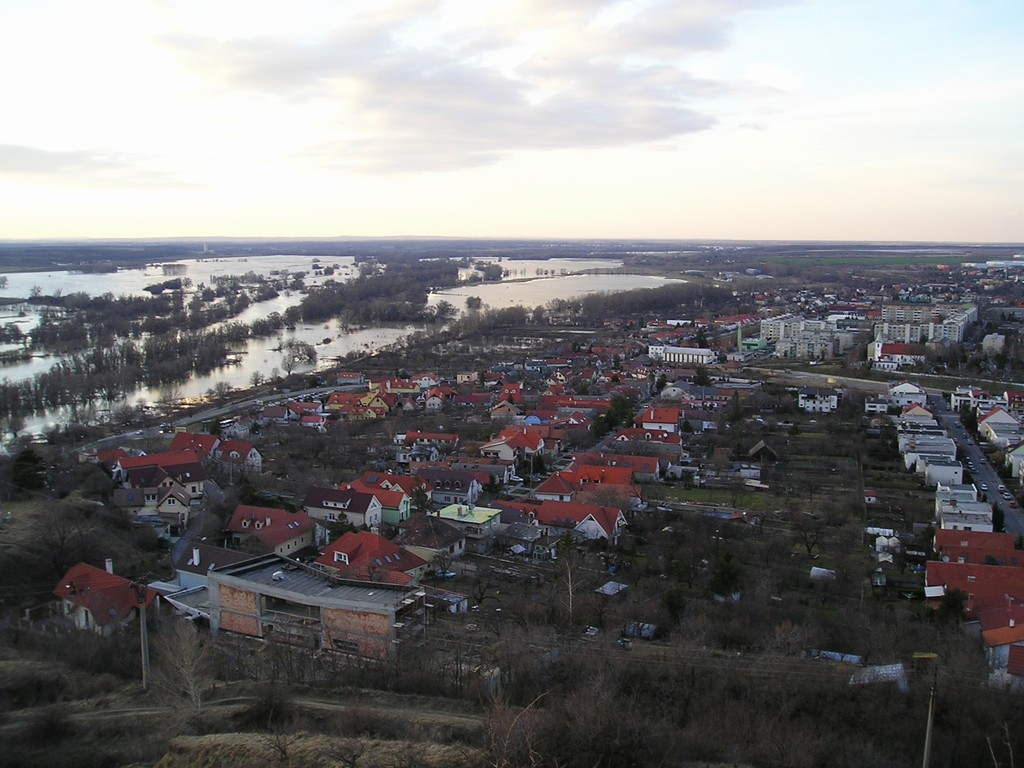
La Morava en crue.